# On the Bowery
On the Bowery is een Amerikaanse documentaire uit 1956. De film werd in 2003 opgenomen in het National Film Registry.

## Prijzen

#### gewonnen
- BAFTA Award voor beste documentaire

#### genomineerd
- Academy Award voor Beste Documentaire